# Ґрунтосилікати
Ґрунтосилікати — вид будівельних матеріалів на основі силікатних добавок до гірських порід. Розроблено в Україні у другій половині ХХ ст.

## Загальний опис
Ґрунтосилікати виробляють на основі розчинного скла. На його основі, із застосуванням як наповнювачів різних ґрунтів і відходів виробництва, можна виготовляти армовані і неармовані несучі та огороджувальні конструкції, деталі та вироби для внутрішньої і зовнішньої обробки будівель. При цьому такі конструкції можуть працювати як в звичайних умовах, так і в умовах постійної вологості, дії високих температур, в агресивному кислому середовищі і ін.
Розчинне скло додають до цементу і бетону, щоб зробити їх водонепроникливими.